# 스니커즈 샐러드
스니커즈 샐러드 (Snickers salad)는 스니커즈바, 그래니스미스 등 풋사과, 크림을 섞어 흔히 푸딩이나 휘핑을 토핑으로 얹은 디저트 샐러드이다. 미국 북중서부 지역에서 글로리파이드 라이스, 워터게이트 샐러드, 젤로 샐러드, 핫디시와 함께 포트럭 (음식나눔)이나 파티용으로 많이 만들어 먹는 요리이다. 가끔씩 교회 식사에서도 보이는 요리이기도 하다.
스니커즈 샐러드는 재료를 썰고 섞기만 하면 되기 때문에 만들기가 쉽다. 다만 이름과 재료의 괴리로 샐러드인지 디저트인지 관해서는 현지 사람들도 헷갈려 하는데, 이 때 식탁의 어느 쪽 끝에 두느냐에 따라 달라진다는 속설이 있다.
<인디애나폴리스 스타>의 2009년 기사에서는 "교회 나들이에 어울리는 샐러드"로 스니커즈 샐러드를 소개하기도 했다. 여기서 글쓴이는 "마시멜로가 들어가기만 하면 샐러드라고 부를 수 없다고 생각한다. 우리 동네와 교회 요리책에는 그렇게 써 있다고 해도 말이다"는 소감을 밝히고 있다.

## 같이 보기
- 샐러드 목록